# Dennis Lindley
Dennis Victor Lindley, född 25 juli 1923, död 14 december 2013, var en engelsk statistiker, beslutsteoretiker och en ledande förespråkare för bayesiansk statistik.

## Biografi
Lindley växte upp i den sydvästra Londonförorten Surbiton. Han var ensambarn och hans far var en lokal byggentreprenör. Han gick på Tiffin School   Sedan studerade han matematik vid Trinity College, Cambridge 1941. Under kriget varade utbildningen bara i två år och därefter arbetade han gick vid försörjningsministeriet med statistiskt arbete under George Barnard .
Efter kriget tillbringade Lindley en tid vid National Physical Laboratory innan han återvände till Cambridge för ytterligare ett studieår. Från 1948 till 1960 arbetade han på Cambridge där han slutade som chef för Statistical Laboratory. Han flyttade 1960 till Aberystwyth och sedan 1967 till University College London. 1977 gick Lindley i förtidspension vid 54 års ålder. Sedan dess fram till 1987 reste han världen runt en fri forskare och fortsatte att skriva och delta i konferenser. 

## Utmärkelser
År 1959 valdes han till Fellow i American Statistical Association.
År 2000 skapade International Society for Bayesian Analysis Lindley-priset till hans ära. 
Lindley tilldelades Royal Statistical Societys Guymedalj i guld 2002.